# سیف عیسی
سیف عیسی (انگلیسی: Seif Eissa; ۱۵ ژوئن ۱۹۹۸) تکواندوکار اهل مصر است.